# جوزيفا جوتيكو
جوزيفا جوتيكو (منذ 29 يناير 1866 حتى 24 أبريل 1928) كانت عالمة فيزيولوجيا وعالمة نفس ومعلمة وباحثة بولندية. بعد أن أكملت دراستها الجامعية في جامعة جنيف، التحقت بكلية الطب في جامعة بروكسل الحرة وأكملت درجة الدكتوراه في الطب عام 1896 في جامعة باريس. فتحت عيادة طبية في فرنسا لكنها قررت بعد عامين أنها تفضل البحث وعادت إلى بروكسل. عملت كمساعدة في معهد سولفاي لعلم وظائف الأعضاء، وألقت محاضرات وأجرت أبحاثًا في إجهاد العضلات والجهاز العصبي.
واقتناعًا منها بأن العلم يمكن أن يحل التحديات المجتمعية، وسّعت جوتيكو بحثها من أجل دراسة كيف يمكن للعلم أن يحسن حياة العمال بينما يؤدي إلى تحسينات في الكفاءة الصناعية والإنتاجية. قادها ذلك إلى إجراء تحقيقات حول الأطفال، ودراسة كيف يمكن للمرافق التعليمية تحسين إمكانات طلابها من خلال الاعتماد على المنهجية العلمية. شغلت منصب رئيس الجمعية العصبية البلجيكية ابتداءً من عام 1904 وحصلت على العديد من الجوائز لأبحاثها، بما في ذلك جائزة ديسماث للأكاديمية الملكية والملكية في بروكسل، وجائزة ديودونيه للأكاديمية الملكية البلجيكية للطب. بالإضافة إلى ذلك، كرمتها الكثير من الجوائز من الأكاديمية الفرنسية للعلوم. في عام 1916، عُينت جوتيكو كرئيسة ضيف في الجامعة الفرنسية، لتصبح أول امرأة تُلقي محاضرة في هذه المؤسسة.
عند عودتها إلى بولندا بعد إنشاء الجمهورية الثانية في عام 1919، واجهت جوتيكو صعوبة في العثور على عمل بدوام كامل. ألقت محاضرة في المعهد التربوي الوطني والمعهد الوطني للصم في وارسو وعُينت فيما بعد مديرة المعهد التربوي حتى حلّه في عام 1926. واصلت عملها، وألقت محاضرات في المعهد الحكومي للتربية الخاصة والجامعة البولندية الحرة، وعملت في لجان الوزارات الحكومية المختلفة كمستشارة في التوظيف والتعليم. في عام 1926، أكملت درجة ما بعد الدكتوراه في كلية الطب بجامعة وارسو، لكن المرض حد من مشاركتها الإضافية في البحث. تعتبر واحدة من الأشخاص الذين طوروا نظام التعليم في بولندا.

## حياتها المبكرة
ولدت جوزيفا فرانسيزكا جوتيكونا في 29 يناير 1866 في بوسوجيكي، الجزء الروماني من سكفيرا يوزد في محافظة كييف بالإمبراطورية الروسية (تقع قرية بوتشويكي حاليًا في بابيلنيا رايون في زيتومير أوبلاست). كان والداها كارولينا ولوجان جوتيكو. تنحدر عائلتها، التي تضم أختها زوفيا، وشقيقين ميتشيسلاف وتاديوس، من نبلاء ليتوانيا وأعضاء النخبة الفكرية البولندية. نشأت هي وإخوتها في ملكية عائلية كبيرة، ولكن لتحسين فرصهم في التعليم، انتقلت العائلة إلى وارسو في عام 1873، بعد استئجار عقار في بوسوجيكي.
بدأت جوتيكو دراستها مع والدتها ومدام بيروزيت، معلمة اللغة الفرنسية. في عام 1876، انتقلت العائلة إلى شارع سمولنا، بالقرب من مدرسة سيراكوفسكا الداخلية. التحقت جوتيكو هناك لكنها لم تحضر سوى بضعة أشهر لأن والدتها اعتقدت أن التدريس في العلوم لم يكن كافيًا. نظرًا لأن الخيار المدرسي الآخر الوحيد في ذلك الوقت كان حضور جوتيكو لمدرسة حكومية، الأمر الذي تطلب استيعاب الثقافة الروسية، نظمت والدتها دروسًا خصوصية في المنزل مع أساتذة بولنديين. بعد سبع سنوات من الدراسة، استعدت جوزيفا لخوض الامتحان لتصبح مدرسة خاصة. على الرغم من أنها تحدثت أربع لغات واجتازت اختباراتها الأخرى، لكنها لم تنجح في امتحان اللغة الروسية. وبدلًا من إعادة الامتحان، قررت مواصلة تعليمها في الخارج، فقد مُنعت النساء من الدراسة في جامعة وارسو.
اختارت جوتيكو الذهاب إلى جنيف، حيث عاش خالها زيجمونت ميكوفسكي، فالتحقت بجامعة جنيف عام 1886 لدراسة العلوم الفيزيائية والبيولوجية. عندما وصلت إلى سويسرا، قصت شعرها، وارتدت فساتين مصممة خصيصًا بأسلوب ذكوري، وسرت شائعات بأنها تدخن. قابلت معلمة المدرسة الثانوية السابقة، ميشالينا ستيفانوفسكا، التي أقامت معها علاقة شخصية ومهنية. بعد عامين من الدراسة، تخرجت جوزيفا بدرجة البكالوريوس في العلوم وعادت لفترة وجيزة إلى وارسو. في عام 1889، انتقلت هي وعائلتها إلى بروكسل، حيث التحقت جوتيكو بكلية الطب في جامعة بروكسل الحرة.
أجبر مرض والدها العائلة على العودة إلى وارسو في عام 1890. لم تعد جوتيكو معهم ولكنها انتقلت بدلًا من ذلك إلى باريس، حيث كانت ستيفانوفسكا تدرس علم وظائف الأعضاء. في غضون بضعة أشهر، توفي والدها وهددت الأسرة بالإفلاس. غادرت جوتيكو فرنسا لفترة وجيزة وتوجه إلى سانت بطرسبرغ لتولي الأمور المالية. تمكنت من إنقاذ جزء من رأس مال العائلة وبنصيبها، عادت إلى باريس، واستأجرت شقة مع ستيفانوفسكا. التحقت جوتيكو بالدراسات الطبية تحت إشراف تشارلز ريتشي في جامعة باريس، وأكملت درجة الدكتوراه في الطب في عام 1896، وحصلت على جائزة الكلية عن أطروحتها بعنوان «التعب والعضلات التنفسية» (التعب والعضلات الأولية التنفسية).

## مسارها المهني

### فرنسا وبلجيكا
على مدى العامين التاليين، مارست جوتيكو الطب في باريس لكنها وجدت أنها لا تحب الروتين. في عام 1898، قبلت عرضًا للانتقال إلى بلجيكا، كمساعدة في معهد سولفاي لعلم وظائف الأعضاء. وألقت محاضرة في علم النفس التجريبي في مختبر كازيمير بجامعة بروكسل الجديدة. في عام 1903، أصبحت مديرة مختبر كازيمير ورعاية هيكتور دينيس. نشرت أوراقًا عن علم وظائف الأعضاء وأبحاثها في آثار التخدير عن طريق الأثير أو الكلوروفورم على العضلات والأعصاب والجهاز العصبي. كانت جوزيفا مهتمة بشكل خاص بتعب العضلات والجهاز العصبي المركزي، وعملت بشكل متزايد على طرق لقياس التعب كميًا. اعتُرف بأعمالها العلمية مع العديد من التكريمات، بما في ذلك جائزة مشتركة في عام 1900 مع كازيمير رادزيكوفسكي لجائزة ديسماث للأكاديمية الملكية والإمبراطورية في بروكسل؛ وتكريم مشترك عام 1901 مع ستيفانوفسكا لجائزة ديودوني للأكاديمية الملكية البلجيكية للطب، ومع فيكتور باشون على جائزة مونتيون للأكاديمية الفرنسية للعلوم، وفي عام 1903 كُرمت مع بول إميل غارنييه وبول كولوليان بجائزة لاليماند للأكاديمية الفرنسية للعلوم وجائزة مونيتون مع ستيفانوفسكا ورادزيكوفسكي.
في عام 1904، أصبحت جوتيكو رئيسة للجمعية البلجيكية لطب الأعصاب وترأست مؤتمر المنظمة في لياج في العام التالي. في عام 1906، غادرت ستيفانوفسكا باريس وعادت إلى بولندا، لتصبح مديرة مدرسة ثانوية للبنات. اعترضت جوتيكو بشدة على مغادرة شريكتها، لكن ستيفانوفسكا سئمت من البحث وأرادت العودة إلى التدريس. لقد أقنعت جوتيكو، التي أشارت إليها باسم «رفيقة الحياة»، مع وعد بأن يتمكنوا من كتابة الرسائل وزيارة بعضهما البعض. على الرغم من أنها واصلت البحث في علم وظائف الأعضاء، بدأت جوتيكو في إلقاء محاضرات حول علم النفس التربوي في ندوات المعلمين في شارلروا ومونس. في عام 1908، أسست مجلة ريفنو سايكولوجيك وأصبحت محررة لها، وهي مجلة تستكشف التطورات في مجال علم النفس من منظور علمي وتربوي. من خلال عملها هناك، التقت وبدأت تتعاون مع العالمة الجورجية الشابة فاريا كيبياني، التي عملت كسكرتيرة للمجلة. أجرت المرأتان بحثًا مشتركًا حول النظام النباتي، وحصلتا على جائزة فيرنوا 1908 من الأكاديمية الوطنية للطب. نظمت جوتيكو ندوات صيفية لطب الأطفال بدعوة علماء دوليين للمشاركة. نشرت جوتيكو وستيفانوفسكا آخر ورقة مشتركة لهما بعنوان «فسيولوجيا نفسية للألم»، وهي توليفة لدراساتهما عن الألم، في عام 1909.